# Haskell, Oklahoma
Haskell är en kommun (town) i Muskogee County i Oklahoma. Vid 2020 års folkräkning hade Haskell 1 626 invånare.